# Franjo Kuharić
Franjo Kuharić (Gornji Pribić, 15. travnja 1919. – Zagreb, 11. ožujka 2002.), hrvatski kardinal, počasni akademik HAZU.

## Životopis
Rodio se je kao najmlađe, trinaesto, dijete u siromašnoj ratarskoj obitelji u prigorskom selu Gornjem Pribiću u Općini Krašić.
Teologiju je studirao u Zagrebu. Zaređen je za svećenika 15. srpnja 1945. godine. Pri njegovu je zaređenju u Zagrebačkoj katedrali nadbiskup Alojzije Stepinac mladim svećenicima izrekao poznatu rečenicu: "Šaljem vas u krvavu kupelj". 
Službovao je nakratko kao kapelan u župi Radoboju, te kao upravitelj župa u Rakovu Potoku i u Svetom Martinu pod Okićem. Pokušani su atentati na njega u Rakovom Potoku 1947. i u Jakovlju 1948., ali je preživio. Tadašnji zagrebački nadbiskup Franjo Šeper u jesen 1957. postavio ga je za župnika u Samoboru. 
Dana 15. veljače 1964. izabran je za naslovnog biskupa biskupije Meta. Posvećen je za biskupa 3. svibnja 1964. godine.
Kad je Šeper imenovan za prefekta Svete kongregacije za nauk vjere, u kolovozu 1969., imenovan je apostolskim administratorom Zagrebačke nadbiskupije.
Dana 16. lipnja 1970. zagrebačkim nadbiskupom. U rujnu iste godine imenovan je predsjednikom Biskupske konferencije SFRJ. Godine 1970. dobio je počasni doktorat zagrebačkog sveučilišta. 
Papa Ivan Pavao II. proglasio ga je kardinalom 2. veljače 1983. godine. Tada mu je podijeljen kardinalski naslov hrvatske crkve svetog Jeronima u Rimu. Ušao je u posjed crkve 19. veljače 1983. godine.
Moralni je autoritet za komunističke vlasti i velikodršce u doba stjecanja hrvatske nezavisnosti. Podupirao je obranu Hrvatske pozivajući pritom na podržavanje moralnih načela.
Bio je domaćinom pape Ivana Pavla II. za njegova posjeta Hrvatskoj 1994. godine kad je imao veliku čast u Zagrebačkoj prvostolnici primiti Svetog Oca, i moliti se s njim na grobu bl. Alojzija Stepinca. Otišao je u mirovinu 1997., a naslijedio ga je kardinal Josip Bozanić.
Umro je 11. ožujka 2002. godine te je pokopan u kripti zagrebačke katedrale.
Dana 11. ožujka 2012. Zagrebačka nadbiskupija najavila je da će pokrenuti postupak za proglašenjem blaženim kardinala Franje Kuharića.

## Djela
- Pisma i razmatranja o katoličkom svećeništvu (1974.)
- Korizmene poslanice i poruke (1985.)
- Poruke sa Stepinčeva groba (1990.)

### Članci
- Bogdan, Jure. 2005. Hrvatska crkva svetog Jeronima u Rimu i njezini kardinali naslovnici. Crkva u svijetu. Sveučilište u Splitu - Katolički bogoslovni fakultet. Split. 40 (2): 187–205

### Sestrinski projekti
|  | Zajednički poslužitelj ima još gradiva o temi Franjo Kuharić |
|  | Wikicitati imaju zbirke citata o temi Franjo Kuharić         |

### Mrežna sjedišta
- Zagrebačka nadbiskupija: Franjo Kuharić, kardinal (1970. – 1997.)
- Večernji.hr – Biografije: Franjo Kuharić  Arhivirana inačica izvorne stranice od 5. ožujka 2016. (Wayback Machine)
- Svi hrvatski kardinali, IKA, 24. listopada 2003., IKA P - 63684/10

| Titule u Katoličkoj Crkvi | Titule u Katoličkoj Crkvi        | Titule u Katoličkoj Crkvi |
| ------------------------- | -------------------------------- | ------------------------- |
| prethodnik Franjo Šeper   | zagrebački nadbiskup 1970.–1997. | nasljednik Josip Bozanić  |